# 陳炳順
陳炳順（1988年4月27日—），曾在2020年改名陳炳橓，後於2022年10月再改回原名，马来西亚退役男子羽毛球運動員，專長混雙項目。他与吳柳瑩的搭档组合最高世界排名第三位，他亦是2016年夏季奧林匹克運動會羽毛球比賽混雙银牌、英联邦运动会混雙铜牌以及夺得亚洲羽毛球錦標賽混雙冠军（2010年）；在國內賽方面，他曾於马来西亚全国羽毛球大奖赛总决赛贏得两次混雙冠軍。

## 簡歷

### 2007年-2010年 黃金大獎賽及亚锦赛首冠
陈炳顺生於槟城州乔治市亚依淡。2007年11月，陳炳順与郑翰彬出战馬來西亞羽毛球國際挑戰賽，在男双决赛以2比1（21-14、11-21、21-11）击败了队友的邱仲杰/拉吉夫阿都拉迪夫，夺得其首个国际赛冠军。
2009年7月，陳炳順分别与林钦华以及吳柳螢出战泰國羽毛球黃金大獎賽，在男双决赛以2比1（20-22、21-14、21-11）击败了赛会头号种子、队友的鍾騰福/李萬華，赢得冠军；而混双準决赛以0比2（15-21、15-21）不敌赛会2号种子、泰国的颂蓬·阿努里达亚翁/恭差拉·沃拉威七猜恭。同年8月，他与吳柳螢出战中華台北羽毛球黃金大獎賽，在混双準决赛以1比2（11-21、21-17、22-24）不敌赛会3号种子、印度的瓦利亚维蒂尔·迪柱/瓦拉·古塔。同年10月，他分别与林钦华以及吳柳螢出战越南羽毛球大獎賽，在男双準决赛以1比2（10-21、21-14、15-21）不敌赛会6号种子、队友的云天豪/王順福；而混双决赛以0比2（23-25、19-21）不敌赛会8号种子、跨国组合的（印尼：林培雷/中華台北：程文欣），赢得亚军。同年11月，他分别与林钦华以及吳柳螢出战馬來西亞羽毛球國際挑戰賽，在男双决赛以2比0（22-20、28-26）击败了赛会6号种子、泰国的博丁·伊沙拉/玛尼蓬·宗集，赢得亚军；而混双準决赛以1比2（26-24、14-21、14-21）不敌队友的麦喜俊/黄惠龄。
2010年4月，陳炳順夥拍吳柳螢贏得在印度新德里舉行的2010年亞洲羽毛球錦標賽，在混双决赛以2比1（21-17、20-22、21-19）击败了韩国的柳延星/金旼貞，首次赢得混合雙打冠軍，這亦是馬來西亞首面亞錦賽混雙金牌。同年11月，陳炳順代表馬來西亞出戰廣州亞運會，參加羽毛球比賽的混合雙打（夥拍吳柳螢）及男子團體項目。同年9月，他与林钦华出战中國羽毛球大師賽，在男双準决赛以0比2（18-21、10-21）不敌赛会4号种子、韩国的高成炫/柳延星。

### 2011年-2012年 超级赛首冠
2011年4月，陳炳順与吳柳螢出战印度羽毛球超級賽，在混双準决赛以0比2（12-21、16-21）不敌赛会3号种子、印尼的弗兰·库尔尼亚万/皮娅·泽巴迪娅。同年5月，他与吳柳螢出战馬來西亞羽毛球黃金大獎賽，在混双决赛以1比2（21-18、15-21、19-21）不敌赛会4号种子、印尼强档的通托维·艾哈迈德/利利亚纳·纳西尔，赢得亚军。同年11月，他与吳柳螢出战碧特博格羽毛球黃金大獎賽，在混双决赛以2比1（21-18、14-21、27-25）击败了赛会3号种子、丹麦的托马斯·雷伯恩/卡米拉·吕特·尤尔，赢得冠军。
2012年3月，陳炳順与吳柳螢出战全英羽毛球首要超級賽，在混双準决赛以0比2（25-27、16-21）不敌赛会4号种子、印尼的通托维·艾哈迈德/利利亚纳·纳西尔。同年4月，他与吳柳螢出战澳洲羽毛球黃金大獎賽，在混双决赛以1比2（20-22、21-12、21-23）不敌赛会2号种子、中華台北的陳宏麟/程文欣，赢得亚军。同年5月，他与吳柳螢出战馬來西亞羽毛球黃金大獎賽，在混双决赛以2比0（21-12、21-14）击败了印尼的伊尔凡·法蒂拉赫/维尼·安格莱尼，赢得冠军。同年6月，他与吳柳螢出战新加坡羽毛球超級賽，在混双準决赛以0比2（16-21、13-21）不敌赛会2号种子、中華台北的陳宏麟/程文欣。同年9月，他与吳柳螢出戰日本羽毛球超級賽混合雙打比賽，在決賽以2比0（21-12、21-19）戰勝第5種子的印尼組合穆罕默德·雷扎/利利亚纳·纳西尔，職業生涯首次奪得超級系列賽的冠軍頭銜。同期11月，他与吳柳螢出战中國羽毛球首要超級賽，在混双决赛以0比2（15-21、17-21）不敌赛会头号种子、中国的徐晨/马晋，赢得亚军。同年11月，他与吳柳螢出战香港羽毛球超級賽，在混双準决赛以0比2（16-21、18-21）不敌赛会头号种子、中国的徐晨/马晋。

### 2013年-2014年 英联邦团体夺冠
2013年1月，陳炳順与吳柳螢出战馬來西亞羽毛球超級賽，在混双决赛以0比2（13-21、18-21）不敌赛会2号种子、丹麦强档的约金·费舍尔·尼尔森/克里斯汀娜·彼德森，赢得亚军。同年4月，他与吳柳螢出战馬來西亞羽毛球黃金大獎賽，在混双準决赛以0比2（17-21、12-21）不敌印尼的普拉文·乔丹/维塔·玛丽莎。同年8月，他參加中國廣州舉行的世界羽毛球錦標賽，與吳柳螢以5號種子身分出戰混合雙打項目，他們在首圈輪空，但在第二圈就以0比2（18-21、19-21）不敵韓國的金基正/鄭景銀出局。
2014年2月，陳炳順与新搭档的賴沛君出战奧地利羽毛球國際挑戰賽，在混双决赛以1比2（15-21、21-15、16-21）不敌赛会3号种子、波兰的罗伯特·马特斯亚克/阿格涅什卡·维特科夫斯卡，赢得亚军。同年7月，他代表马来西亚参加苏格兰格拉斯哥举办的英聯邦運動會羽毛球比賽，在率先进行的团体赛，马来西亚队赢得金牌；而与賴沛君的混双準決賽以1比2（15-21、22-20、13-21）不敌赛4号种子、英格兰的克里斯·兰格瑞奇/希瑟·奥利弗，然而在季軍戰的争夺中，直落两局以0比2（17-21、11-21）不敌赛会3号种子、东道主的罗伯·布莱尔/伊莫金·班克尔，获得第四名。同年9月，他代表马来西亚参加韩国仁川举办的亞洲運動會羽毛球比賽，随着马来西亚男队赢得男子团体銅牌。

### 2015年 找回状态、世锦赛
2015年1月，陳炳順与賴沛君出战馬來西亞羽毛球大師賽，在混双準决赛以0比2（10-21、7-21）不敌赛会头号种子、丹麦强档的约金·费舍尔·尼尔森/克里斯汀娜·彼德森。同期1月，他与賴沛君出战印度羽毛球黃金大獎賽，在混双準决赛以0比2（16-21、12-21）不敌赛会头号种子、印尼的里基·维迪安托/普斯皮达·里奇·蒂莉。同年3月，他与吳柳螢出战波蘭羽毛球公開賽，在混双决赛以2比0（28-26、21-18）击败了印度的艾谢·迪瓦卡/普拉迪亚·加德雷，赢得冠军。同期3月，他与吳柳螢出战奧爾良羽毛球國際挑戰賽，在混双决赛以1比2（21-11、17-21、19-21）不敌丹麦的马蒂亚斯·克里斯蒂安森/莉娜·格雷巴克，赢得亚军。同年6月，他代表马来西亚参加新加坡举办的東南亞運動會羽毛球比賽，在率先进行的团体赛，马来西亚男队赢得季军；而与吳柳螢的混双决赛以1比2（21-18、13-21、23-25）不敌印尼强档的普拉文·乔丹/戴比·苏珊托，赢得东运会银牌。同年7月，他与吳柳螢出战俄羅斯羽毛球大獎賽，在混双决赛以2比0（21-13、23-21）击败了日本新秀的渡邊勇大/東野有紗，赢得冠军。同年8月，他參加印尼雅加达舉行的世界羽毛球錦標賽，他和吳柳螢出戰混合双打項目。他與吳柳螢出戰，首圈以2-0（21-19、21-18）擊敗美国的李意恒/舒之顥。次圈以2比1（17-21、21-17、21-18）擊敗赛会9號種子香港的李晉熙/周凱華。在第三圈，以0-2（8-21、13-21）不敌赛会3號種子印度尼西亚的通托维·艾哈迈德 /利利亚纳·纳西尔，16强止步。同年12月，他与吳柳螢出战墨西哥城羽毛球大獎賽，在混双决赛以2比0（21-14、21-12）击败了赛会4号种子、韩国新老组合的催率圭/嚴惠媛，赢得冠军。

### 2016年 状态回升、奧運會捡银
2016年1月，陳炳順与吳柳螢出战馬來西亞羽毛球大師賽，在混双準决赛以0比2（17-21、16-21）不敌队友的陈健铭/賴沛君。同年4月，他与吳柳螢出战馬來西亞羽毛球首要超級賽，在混双决赛以1比2（21-23、21-13、16-21）不敌赛会2号种子、印尼强档的通托维·艾哈迈德/利利亚纳·纳西尔，赢得亚军。同期4月，他与吳柳螢出战中國羽毛球大師賽，在混双準决赛以0比2（11-21、11-21）不敌赛会头号种子、中国的徐晨/马晋。同年8月，他參加巴西里約熱內盧舉行的2016年夏季奧林匹克運動會羽毛球混合雙打比賽。他與吳柳螢出戰，在小組賽以2勝1負（負於本屆奧運冠軍組合）第二名從C組出線進入淘汰賽，半準決賽以2-0（21-17、21-10）擊敗波蘭的羅伯特·馬特斯亞克、娜蒂斯達·希爾巴，準決賽以2-0（21-12、21-19）擊敗中國的徐晨、馬晉，決賽以0-2（14-21、12-21）輸給通托維·艾哈邁德、利利亞納·納西爾 ，獲得銀牌，是馬來西亞在奧運混雙項目的最佳成績。同年9月，他与吳柳螢出战日本羽毛球超級賽，在混双準决赛以0比2（14-21、18-21）不敌赛会头号种子、韩国强档的高成炫/金荷娜。同年9月，他与吳柳螢出战韓國羽毛球超級賽，在混双準决赛以1比2（21-15、14-21、15-21）再次不敌赛会头号种子、韩国强档的高成炫/金荷娜。

### 2017年 原配受伤、携带新秀
2017年5月，陈炳顺原本的搭檔吳柳螢前往德国哈雷，接受手术解决肩膀与膝盖旧患，復出需4至6个月之久，令他們錯過同年舉行的世界羽毛球錦標賽。在吳缺席期间，这其中6月他被安排將先与白燕薇出征印尼首要超級赛，打进四强，但面对赛会6号种子、奥运冠军的通托维·艾哈迈德/利利亚纳·纳西尔，直落两局以0比2（13-21、14-21）不敌对手；隨后与另一位新秀的谢宜茜陆续出战俄羅斯羽毛球大獎賽，俩人的第一次合作打进决赛以3比0（11-8、13-11、11-3）击败了日本的松居圭一郎/荒木茜羽，赢得冠军。同年8月，他代表马来西亚参加在本国举办的東南亞運動會羽毛球比賽，在率先进行的团体赛，马来西亚男队赢得银牌；而与謝宜茜的混双赢得季军。同年9月，他与謝宜茜出战越南羽毛球大獎賽，在混双準决赛以0比2（15-21、26-28）不敌印尼的里基·维迪安托/玛西塔·穆罕默丁。

### 2018年 重回搭档
2018年1月，陈炳顺再次与老搭档的吳柳螢出战泰國羽毛球大師賽，在混双决赛以2比1（21-15、14-21、21-16）力克赛会7号种子、东道主的德差蓬·保乌拉努科/普蒂塔·素帕猜恭，打响第一炮。同年4月，他代表马来西亚参加澳大利亚昆士蘭州黃金海岸举办的英聯邦運動會羽毛球比賽，在率先进行的团体赛，马来西亚队赢得银牌；而与吳柳螢的混双準決賽以0比2（19-21、17-21）不敌赛会2号种子、英格兰夫妻档的克里斯·爱德考克/加布里·爱德考克；在季軍戰的争夺中，直落两局以2比0（21-19、21-19）拿下印度的萨维克赛拉吉·兰基雷迪/阿什维尼·蓬纳帕，赢得混合双打季军。同年5月，他与吳柳螢出战澳洲羽毛球公開賽，在混双决赛以0比2（12-21、21-23）不敌赛会5号种子、韩国新组合的徐承宰/蔡侑玎，赢得亚军。同年6月，他与吳柳螢出战美國羽毛球公開賽，在混双决赛以2比0（21-19、21-15）击败了赛会5号种子、德国的马文·埃米尔·塞德尔/琳达·埃弗勒，赢得冠军。

### 2023年 吳柳瑩退役
他和老搭檔吳柳瑩再次聯手參加2023年馬來西亞羽毛球公開賽。這是吳柳瑩的最后一場比賽，也是他們參加的首場國際賽。可是結果不盡人意他們在首輪以21比18 15比21 7比21輸給印尼的R·N·庫沙爾揚托和L·A·庫蘇馬瓦蒂。

## 主要比賽成績
只列出曾進入準決賽的國際賽事成績：
| 年份   | 賽事                     | 公開賽級別 | 項目     | 拍檔   | 成績   |
| ------ | ------------------------ | ---------- | -------- | ------ | ------ |
| 2007年 | 馬來西亞羽毛球國際挑戰賽 | 國際挑戰賽 | 男子雙打 | 郑翰彬 | 冠軍   |
| 2009年 | 泰國羽毛球黃金大獎賽     | 黃金大獎賽 | 男子雙打 | 林钦华 | 冠軍   |
| 2009年 | 泰國羽毛球黃金大獎賽     | 黃金大獎賽 | 混合雙打 | 吳柳螢 | 準決賽 |
| 2009年 | 中華台北羽毛球黃金大獎賽 | 黃金大獎賽 | 混合雙打 | 吳柳螢 | 準決賽 |
| 2009年 | 越南羽毛球大獎賽         | 大獎賽     | 男子雙打 | 林钦华 | 準決賽 |
| 2009年 | 越南羽毛球大獎賽         | 大獎賽     | 混合雙打 | 吳柳螢 | 亞軍   |
| 2009年 | 馬來西亞羽毛球國際挑戰賽 | 國際挑戰賽 | 男子雙打 | 林钦华 | 冠軍   |
| 2009年 | 馬來西亞羽毛球國際挑戰賽 | 國際挑戰賽 | 混合雙打 | 吳柳螢 | 準決賽 |
| 2010年 | 亞洲羽毛球錦標賽         | 其他       | 混合雙打 | 吳柳螢 | 冠軍   |
| 2010年 | 中國羽毛球大師賽         | 超級賽     | 男子雙打 | 林钦华 | 準決賽 |
| 2010年 | 中國羽毛球超級賽         | 超級賽     | 混合雙打 | 吳柳螢 | 準決賽 |
| 2011年 | 印度羽毛球超級賽         | 超級賽     | 混合雙打 | 吳柳螢 | 準決賽 |
| 2011年 | 馬來西亞羽毛球黃金大獎賽 | 黃金大獎賽 | 混合雙打 | 吳柳螢 | 亞軍   |
| 2011年 | 碧特博格羽毛球黃金大獎賽 | 黃金大獎賽 | 混合雙打 | 吳柳螢 | 冠軍   |
| 2012年 | 馬來西亞羽毛球超級賽     | 超級賽     | 混合雙打 | 吳柳螢 | 準決賽 |
| 2012年 | 全英羽毛球首要超級賽     | 首要超級賽 | 混合雙打 | 吳柳螢 | 準決賽 |
| 2012年 | 澳洲羽毛球黃金大獎賽     | 黃金大獎賽 | 混合雙打 | 吳柳螢 | 亞軍   |
| 2012年 | 馬來西亞羽毛球黃金大獎賽 | 黃金大獎賽 | 混合雙打 | 吳柳螢 | 冠軍   |
| 2012年 | 新加坡羽毛球超級賽       | 超級賽     | 混合雙打 | 吳柳螢 | 準決賽 |
| 2012年 | 中國羽毛球大師賽         | 超級賽     | 混合雙打 | 吳柳螢 | 準決賽 |
| 2012年 | 日本羽毛球超級賽         | 超級賽     | 混合雙打 | 吳柳螢 | 冠軍   |
| 2012年 | 丹麥羽毛球首要超級賽     | 首要超級賽 | 混合雙打 | 吳柳螢 | 準決賽 |
| 2012年 | 中國羽毛球首要超級賽     | 首要超級賽 | 混合雙打 | 吳柳螢 | 亞軍   |
| 2012年 | 香港羽毛球超級賽         | 超級賽     | 混合雙打 | 吳柳螢 | 準決賽 |
| 2013年 | 馬來西亞羽毛球超級賽     | 超級賽     | 混合雙打 | 吳柳螢 | 亞軍   |
| 2013年 | 馬來西亞羽毛球黃金大獎賽 | 黃金大獎賽 | 混合雙打 | 吳柳螢 | 準決賽 |
| 2013年 | 世界羽聯超級系列賽總決賽 | 首要超級賽 | 混合雙打 | 吳柳螢 | 銅牌   |
| 2014年 | 奧地利羽毛球國際挑戰賽   | 國際挑戰賽 | 混合雙打 | 賴沛君 | 亞軍   |
| 2014年 | 湯姆斯盃                 | 其他       | 男子團體 | －     | 亞軍   |
| 2014年 | 英聯邦運動會羽毛球比賽   | 其他       | 混合團體 | －     | 金牌   |
| 2014年 | 英聯邦運動會羽毛球比賽   | 其他       | 混合雙打 | 賴沛君 | 第四名 |
| 2014年 | 亞洲運動會羽毛球比賽     | 其他       | 男子團體 | －     | 銅牌   |
| 2015年 | 馬來西亞羽毛球大師賽     | 黃金大獎賽 | 混合雙打 | 賴沛君 | 準決賽 |
| 2015年 | 印度羽毛球黃金大獎賽     | 黃金大獎賽 | 混合雙打 | 賴沛君 | 準決賽 |
| 2015年 | 波蘭羽毛球公開賽         | 國際挑戰賽 | 混合雙打 | 吳柳螢 | 冠軍   |
| 2015年 | 奧爾良羽毛球國際挑戰賽   | 國際挑戰賽 | 混合雙打 | 吳柳螢 | 亞軍   |
| 2015年 | 中國羽毛球大師賽         | 黃金大獎賽 | 混合雙打 | 吳柳螢 | 準決賽 |
| 2015年 | 東南亞運動會羽毛球比賽   | 其他       | 男子團體 | －     | 銅牌   |
| 2015年 | 東南亞運動會羽毛球比賽   | 其他       | 混合雙打 | 吳柳螢 | 銀牌   |
| 2015年 | 俄羅斯羽毛球大獎賽       | 大獎賽     | 混合雙打 | 吳柳螢 | 冠軍   |
| 2015年 | 越南羽毛球大獎賽         | 大獎賽     | 混合雙打 | 吳柳螢 | 準決賽 |
| 2015年 | 墨西哥城羽毛球大獎賽     | 大獎賽     | 混合雙打 | 吳柳螢 | 冠軍   |
| 2016年 | 馬來西亞羽毛球大師賽     | 黃金大獎賽 | 混合雙打 | 吳柳螢 | 準決賽 |
| 2016年 | 泰國羽毛球大師賽         | 黃金大獎賽 | 混合雙打 | 吳柳螢 | 亞軍   |
| 2016年 | 紐西蘭羽毛球黃金大獎賽   | 黃金大獎賽 | 混合雙打 | 吳柳螢 | 冠軍   |
| 2016年 | 馬來西亞羽毛球首要超級賽 | 首要超級賽 | 混合雙打 | 吳柳螢 | 亞軍   |
| 2016年 | 中國羽毛球大師賽         | 黃金大獎賽 | 混合雙打 | 吳柳螢 | 準決賽 |
| 2016年 | 澳洲羽毛球超級賽         | 超級賽     | 混合雙打 | 吳柳螢 | 準決賽 |
| 2016年 | 奧林匹克運動會羽毛球比賽 | 其他       | 混合雙打 | 吳柳螢 | 銀牌   |
| 2016年 | 日本羽毛球超級賽         | 超級賽     | 混合雙打 | 吳柳螢 | 準決賽 |
| 2016年 | 韓國羽毛球超級賽         | 超級賽     | 混合雙打 | 吳柳螢 | 準決賽 |
| 2017年 | 全英羽毛球首要超級賽     | 首要超級賽 | 混合雙打 | 吳柳螢 | 亞軍   |
| 2017年 | 印度羽毛球超級賽         | 超級賽     | 混合雙打 | 吳柳螢 | 準決賽 |
| 2017年 | 印尼羽毛球首要超級賽     | 首要超級賽 | 混合雙打 | 白燕薇 | 準決賽 |
| 2017年 | 俄羅斯羽毛球大獎賽       | 大獎賽     | 混合雙打 | 謝宜茜 | 冠軍   |
| 2017年 | 東南亞運動會羽毛球比賽   | 其他       | 男子團體 | －     | 銀牌   |
| 2017年 | 東南亞運動會羽毛球比賽   | 其他       | 混合雙打 | 謝宜茜 | 銅牌   |
| 2017年 | 越南羽毛球大獎賽         | 大獎賽     | 混合雙打 | 謝宜茜 | 準決賽 |
| 2017年 | 韓國羽毛球超級賽         | 超級賽     | 混合雙打 | 謝宜茜 | 準決賽 |
| 2017年 | 澳門羽毛球黃金大獎賽     | 黃金大獎賽 | 混合雙打 | 謝宜茜 | 準決賽 |
| 2018年 | 泰國羽毛球大師賽         | 超級300賽  | 混合雙打 | 吳柳螢 | 冠軍   |
| 2018年 | 英聯邦運動會羽毛球比賽   | 其他       | 混合團體 | －     | 銀牌   |
| 2018年 | 英聯邦運動會羽毛球比賽   | 其他       | 混合雙打 | 吳柳螢 | 銅牌   |
| 2018年 | 澳洲羽毛球公開賽         | 超級300賽  | 混合雙打 | 吳柳螢 | 亞軍   |
| 2018年 | 美國羽毛球公開賽         | 超級300賽  | 混合雙打 | 吳柳螢 | 冠軍   |
| 2018年 | 印尼羽毛球公開賽         | 超級1000賽 | 混合雙打 | 吳柳螢 | 亞軍   |
| 2018年 | 日本羽毛球公開賽         | 超級750賽  | 混合雙打 | 吳柳螢 | 準決賽 |
| 2019年 | 泰國羽毛球大師賽         | 超級300賽  | 混合雙打 | 吳柳螢 | 冠軍   |
| 2019年 | 馬來西亞羽毛球大師賽     | 超級500賽  | 混合雙打 | 吳柳螢 | 準決賽 |
| 2019年 | 印度尼西亞羽毛球大師賽   | 超級500賽  | 混合雙打 | 吳柳螢 | 準決賽 |
| 2019年 | 紐西蘭羽毛球公開賽       | 超級300賽  | 混合雙打 | 吳柳螢 | 冠軍   |
| 2019年 | 印尼羽毛球公開賽         | 超級1000賽 | 混合雙打 | 吳柳螢 | 準決賽 |
| 2019年 | 日本羽毛球公開賽         | 超級750賽  | 混合雙打 | 吳柳螢 | 準決賽 |
| 2019年 | 中華台北羽毛球公開賽     | 超級300賽  | 混合雙打 | 吳柳螢 | 準決賽 |
| 2020年 | 马来西亚羽毛球大师赛     | 超級500賽  | 混合雙打 | 吳柳螢 | 準決賽 |
| 2021年 | 全英羽毛球公開賽         | 超級1000賽 | 混合雙打 | 吳柳瑩 | 準決賽 |
| 2021年 | 世界羽聯世界巡迴賽總決賽 | 總決賽     | 混合雙打 | 吳柳瑩 | 準決賽 |
| 2022年 | 英聯邦運動會羽毛球比賽   | 其他       | 混合團體 | －     | 金牌   |
| 2023年 | 吉隆坡羽毛球大師賽       | 超級100賽  | 混合雙打 | 謝宜茜 | 冠軍   |

| 2007-2017年 | 首要超級賽 | 超級賽 | 黃金大獎賽 | 大獎賽 | 國際挑戰賽 | 國際系列賽 | 未來系列賽 | 其他 |

| 2018-2026年 | 總決賽 | 超級1000賽 | 超級750賽 | 超級500賽 | 超級300賽 | 超級100賽 | 國際挑戰賽 | 國際系列賽 | 未來系列賽 | 其他 |

### 奧運會和世錦賽參賽紀錄
|          | 搭檔   | 2007 | 2008 | 2009 | 2010 | 2011 | 2012       | 2013 | 2014 | 2015 | 2016 | 2017 | 2018 | 2019 | 2020       | 2021  |
| -------- | ------ | ---- | ---- | ---- | ---- | ---- | ---------- | ---- | ---- | ---- | ---- | ---- | ---- | ---- | ---------- | ----- |
| 男子雙打 | 林钦华 | －   | －   | －   | －   | 48強 | －         | －   | －   | －   | －   | －   | －   | －   | －         | －    |
|          |        |      |      |      |      |      |            |      |      |      |      |      |      |      |            |       |
| 混合雙打 | 侯秋慧 | 16強 | －   | －   | －   | －   | －         | －   | －   | －   | －   | －   | －   | －   | －         | －    |
| 混合雙打 | 吳柳螢 | －   | －   | 32強 | 32強 | 16強 | 小組第四名 | 32強 | －   | 16強 | 銀牌 | －   | 8強  | 8強  | 小組第四名 | 32強1 |

1 賽前退賽

## 個人生活
2010年9月9日，陳炳順與相戀兩年的女友詹嘉美（馬來西亞樂隊組合摩斯特Da.Mon.Ster的女主唱）在吉隆坡天后宮註冊結婚。
- 2011年1月18日，詹嘉美為陳炳順首度產下一名男嬰，取名為陳侹希（Milton)。
- 2015年10月6日，詹嘉美再度為其夫產下一名女嬰，取名為陳研吶(Hannah)[11]。
- 2018年7月17日，詹嘉美第三度為其夫產下一名男嬰，取名為陳侹安(Julian)[12]。
- 2020年5月3日，詹嘉美第四度為其夫產下一名女嬰，取名为陳妍玏(Leah)。